# 国际表征学习大会
国际表征学习大会（英語：International Conference on Learning Representations），是机器学习领域的一个学术会议，每年一次，在春季召开。

## 会议概况
ICLR会议由杨立昆和约书亚·本希奥创立。自2013年举办首届起，该会议一直采用开放式同行评审。
在首届会议的公开信中，杨立昆和约书亚·本希奥阐述了该会议创办的宗旨：
尽管表征学习对机器学习以及视觉、语音、音频和自然语言处理等应用领域很重要，但目前还没有一个场所以供对表征学习有兴趣的研究人员进行交流讨论。ICLR会议旨在填补这一空白。
由于一些非洲学者难以获得欧洲或北美的签证，该会议组织者曾计划在2020年将会议移至埃塞俄比亚亚的斯亚贝巴召开，但后因COVID疫情影响转为线上会议。2023年会议将在卢旺达吉佳利举行。

## 会议地点
- ICLR 2023，吉佳利
- ICLR 2022（线上）
- ICLR 2021，维也纳（线上）
- ICLR 2020，亚的斯亚贝巴（线上）
- ICLR 2019，路易斯安那，新奥尔良
- ICLR 2018，温哥华
- ICLR 2017，土伦
- ICLR 2016，波多黎各，圣胡安
- ICLR 2015，加利福尼亚，圣迭戈
- ICLR 2014，班夫国家公园
- ICLR 2013，亚利桑那，斯科茨代尔